# 정진호 (1988년)
정진호(鄭振浩, 1988년 10월 2일 ~ )는 전 KBO 리그 한화 이글스의 외야수이자, 현 KBO 리그 두산 베어스의 주루(1루)코치이다.

## 선수 시절

### 아마추어 시절
유신고등학교 2학년 때인 2005년에 봉황대기 우승과 대붕기 준우승 멤버였고, 3학년 때인 2006년에는 후배 정수빈, 서상우와 함께 팀을 황금사자기 준우승으로 이끌었지만 프로 스카우트들의 눈에 띌 만큼 특급 유망주는 아니었다.
2007년에 중앙대학교에 입학하자마자 타율 0.371를 기록해 1학년으로써 좋은 성적을 기록하며 두각을 나타내기 시작했다.
2학년 때인 2008년에는 타율 0.455로 대학 리그 수위 타자 자리에 오름과 동시에 전국대학야구선수권대회 도루상을 수상했고, 그 해 7월 2008년 세계 대학 야구 선수권 대회에 참가해 6안타를 쳐 냈다. 
3학년 때인 2009년에는 아시아 야구 선수권 대회, 야구 월드컵까지 연이어 대표로 참가해 대학 최고 컨택터로서의 입지를 단단하게 굳혔다.
중앙대 4학년 때인 2010년에 한·미 대학 야구 선수권 대회 국가대표에 합류해 김헌곤, 고종욱과 함께 외야를 맡았다. 게릿 콜, 소니 그레이, 타일러 앤더슨 등 현 MLB 선발 투수들이 포진됐던 미국 대표팀과의 5차전 시리즈 전 경기에 출장해 타율 0.273(11타수 3안타)을 기록하며 팀 내 타율 1위에 올랐다.

### 두산 베어스시절
2011년에 5라운드 지명을 받아 입단하였다. 신인 중 유일하게 시즌 개막 엔트리에 이름을 올렸으나 활약하지 못하고 데뷔 첫 시즌을 마감했다. 총 46경기에서 34타수 4안타, 3타점, 4도루를 기록했다.
2012년에 이성열이 트레이드된 후 백업 외야수로 출전해 5타점, 8도루, 2할대 타율을 기록했다. 2012년 시즌 후 입대했다.

### 상무 야구단시절
2012년 시즌 후 입단하였다. 2013년에 2군 올스타전에서 5타수 3안타, 1타점, 2득점, 1도루로 남부 리그의 승리를 이끌며 MVP에 선정됐다. 2012년 10월에 국가 대표로 발탁돼 동아시아 경기 대회에서 주전 외야수로 활동했다. 2014년 시즌 83경기에 출전해 타율 0.341(남부 리그 2위), 3홈런, 64타점을 기록했다.

### 두산 베어스복귀
2015년 시즌 개막전부터 주전 선수들에게 밀려 벤치를 지키다 4월 22일 넥센전에서 한현희를 상대로 5년 만에 데뷔 첫 홈런을 쳐 냈다. 4월 30일 kt와의 연장전에서 이성민을 상대로 끝내기 홈런을 쳐 냈다. 하지만 5월부터 극도의 부진에 빠지며 한동안 1군에 올라오지 못했다. 9월 확장 엔트리 때부터 다시 백업 외야수로 활동했고 시즌 77경기에서 2할대 타율, 4홈런, 18타점, 6도루를 기록했다.
2016년에는 10월 4일 롯데전에서 손승락을 상대로 끝내기 안타를 쳐 냈다. 그러나 김재환, 박건우와의 외야 경쟁에서 밀려 2016년 한국시리즈 엔트리에 들지 못했고, 백업에서는 국해성, 조수행에게 밀렸다. 시즌 3할대 타율을 기록하고도 31경기 출전에 그쳤다.
2017년 97경기에 출전해 2할대 타율, 5홈런, 31타점, 43득점을 기록했다. 주로 테이블 세터로 출전했다. 6월 7일 삼성전에서는 KBO 역대 23번째 사이클링 히트를 달성했다. 이는 4타석, 5이닝만에 나온 기록이었다.
2018년 111경기에 출전해 3할대 타율, 2홈런, 37타점, 53득점, 8도루로 활약했다. 5월 1일 kt전에서 KBO 역대 84번째 인사이드 더 파크 홈런을 쳐 냈고, 11월 10일 SK 와이번스와의 한국시리즈 5차전에서 선발 박종훈을 상대로 홈런을 쳐 냈다.

### 한화 이글스시절
2020년 KBO 리그 2차 드래프트를 통해 이적하였다. 2021년 10월에 방출됐다.

## 야구선수 은퇴 후
2022년부터 두산 베어스의 2군 수비/작전코치로 활동했다.

## 출신 학교
- 서울인헌초등학교
- 선린중학교
- 유신고등학교
- 중앙대학교

## 통산 기록
| 연도 | 팀명  | 타율  | 경기 | 타수 | 득점 | 안타 | 2루타 | 3루타 | 홈런 | 루타 | 타점 | 도루 | 도실 | 볼넷 | 사구 | 삼진 | 병살 | 실책 |
| ---- | ----- | ----- | ---- | ---- | ---- | ---- | ----- | ----- | ---- | ---- | ---- | ---- | ---- | ---- | ---- | ---- | ---- | ---- |
| 2011 | 두산  | 0.114 | 47   | 35   | 7    | 4    | 1     | 0     | 0    | 5    | 3    | 4    | 0    | 2    | 0    | 6    | 1    | 0    |
| 2012 | 두산  | 0.225 | 46   | 75   | 14   | 17   | 2     | 0     | 0    | 19   | 5    | 8    | 3    | 6    | 1    | 13   | 1    | 2    |
| 2015 | 두산  | 0.233 | 77   | 154  | 37   | 36   | 5     | 3     | 4    | 59   | 18   | 6    | 3    | 14   | 1    | 24   | 0    | 1    |
| 2016 | 두산  | 0.375 | 31   | 24   | 9    | 9    | 0     | 1     | 0    | 11   | 3    | 0    | 2    | 6    | 2    | 1    | 0    | 0    |
| 2017 | 두산  | 0.282 | 97   | 198  | 43   | 56   | 11    | 2     | 5    | 86   | 31   | 1    | 1    | 19   | 1    | 32   | 2    | 0    |
| 2018 | 두산  | 0.301 | 111  | 269  | 53   | 81   | 12    | 1     | 2    | 101  | 37   | 8    | 1    | 19   | 1    | 44   | 8    | 0    |
| 2019 | 두산  | 0.208 | 66   | 96   | 13   | 20   | 0     | 0     | 1    | 23   | 3    | 5    | 2    | 11   | 0    | 24   | 2    | 0    |
| 2020 | 한화  | 0.277 | 113  | 282  | 30   | 78   | 14    | 1     | 2    | 100  | 19   | 9    | 7    | 29   | 3    | 50   | 5    | 1    |
| 2021 | 한화  | 0.228 | 47   | 145  | 9    | 33   | 9     | 0     | 0    | 42   | 15   | 4    | 1    | 15   | 1    | 22   | 5    | 2    |
| 통산 | 9시즌 | 0.261 | 635  | 1278 | 215  | 334  | 54    | 8     | 14   | 446  | 134  | 45   | 20   | 121  | 10   | 216  | 24   | 6    |